# Institut für Sozialwissenschaften (Berlin)
Das Institut für Sozialwissenschaften (ISW) an der Humboldt-Universität zu Berlin ist eine sozialwissenschaftliche Einrichtung, die sich auf die Integration der Fächer Soziologie und Politikwissenschaft fokussiert. Das Institut wurde 1993 gegründet und hat seinen Sitz in der Universitätsstraße 3b in Berlin-Mitte.

## Struktur
Das Institut für Sozialwissenschaften spiegelt mit acht Lehrbereichen den Grundkanon von Soziologie und Politikwissenschaft ab. Zudem gibt es Lehrbereiche mit theoretischen Schwerpunkten, die zwischen den beiden Fächern verbinden sollen.
Die vier Grundpfeiler der Soziologie sind am ISW:
- Soziologische Theorien und Grundlagen
- Makrosoziologie
- Mikrosoziologie
- Methoden der Sozialwissenschaften

Die vier Grundpfeiler der Politikwissenschaft sind:
- Politische Theorie und Ideengeschichte
- Regieren und Regierungssystem der Bundesrepublik, inkl. Regieren im Mehrebenensystem
- Internationale Politik
- Vergleichende Politikwissenschaft

## Thematische Schwerpunkte
Das Institut für Sozialwissenschaften hat außerdem fünf thematische Schwerpunkte, die das Profil des Instituts prägen sollen.
- Politische Theorie und Sozialtheorie
- Soziale und politische Ungleichheit
- Demokratie und Transformation
- Arbeit und Lebensführung
- Migration und die urbane Welt

## Lehrbereiche und Professoren
Die folgenden Lehrbereiche gibt es derzeit am Institut für Sozialwissenschaften, dazu die jeweiligen  Professoren:
- Allgemeine Soziologie und Kultursoziologie – Andreas Reckwitz
- Diversity and Social Conflict – Gökçe Yurdakul
- Empirische Sozialforschung – Johannes Giesecke
- Innenpolitik der Bundesrepublik Deutschland – Andreas Schäfer
- Integrationsforschung und Gesellschaftspolitik – Naika Foroutan
- Internationale Politik – Anselm Hager
- Migration und Geschlecht (J) – Zerrin Salikutluk
- Makrosoziologie – Steffen Mau
- Mikrosoziologie – Anette Fasang
- Politische Soziologie und Sozialpolitik – Hanna Schwander
- Politisches Verhalten im Vergleich – Heike Klüver
- Soziologie der Arbeit und Geschlechterverhältnisse – Christine Wimbauer
- Soziologie der Zukunft der Arbeit – Philipp Staab
- Stadt- und Regionalsoziologie – Talja Blokland
- Theorie der Politik – Christian Volk
- Vergleichende Analyse Politischer Systeme – Bastian Becker
- Vergleichende Demokratieforschung und Politische Systeme Osteuropas – Silvia von Steinsdorff

Außerdem gibt es am ISW einige S-Professuren:
- Bildungssoziologie und Arbeitsmarktforschung – Jutta Allmendinger
- Demokratie und Demokratisierung – Bernhard Weßels
- Industrielle Ökologie und Klimawandel – Helga Weisz
- Migration and Transnationalism – Magdalena Nowicka
- Soziologie der Sozialpolitik – Philipp M. Lersch
- Einstein-Professur für Vergleichende Demokratie- und Autoritarismusforschung – Gwendolyn Sasse
- Soziologie und Migrationsforschung – Ruud Koopmans
- Wissenschaftsforschung – Martin Reinhart
- Sozialwissenschaftliche Methoden mit dem Schwerpunkt Survey Methodik – Sabine Zinn

Bekannte ehemalige Professorinnen und Professoren am ISW:
- Artur Meier von 1986 bis 1997, deutscher Soziologe
- Hellmut Wollmann von 1993 bis 2001, deutscher Politik-/ und Verwaltungswissenschaftler
- Helmut Wiesenthal von 1994 bis 2003, deutscher Soziologe und Politikwissenschaftler
- Claus Offe von 1995 bis 2005, deutscher Soziologe
- Hartmut Häußermann von 1993 bis 2008, deutscher Soziologe
- Gert-Joachim Glaeßner von 1992 bis 2009, deutscher Politikwissenschaftler
- Michael W. Bauer von 2009 bis 2012, deutscher Politikwissenschaftler
- Hans Bertram von 1992 bis 2013, deutscher Soziologe
- Michael Kreile von 1992 bis 2013, deutscher Politikwissenschaftler
- Bernd Wegener von 1993 bis 2013, deutscher Soziologe
- Klaus Eder von 1994 bis 2014, deutscher Soziologe
- Hildegard Maria Nickel von 1992 bis 2014, deutsche Soziologin
- Herfried Münkler von 1992 bis 2018, deutscher Politikwissenschaftler
- Friedbert W. Rüb von 2009 bis 2018, deutscher Soziologe
- Julia von Blumenthal von 2009 bis 2018, deutsche Politikwissenschaftlerin
- Hans-Peter Müller von 1992 bis 2019, deutscher Soziologe
- Volker Perthes von 2006 bis 2019, deutscher Politikwissenschaftler
- Karin Lohr von 1993 bis 2020, deutsche Soziologin
- Wolfgang Merkel von 2004 bis 2020, deutscher Politikwissenschaftler
- Ellen M. Immergut von 2002 bis 2023, resp. 2017, US-amerikanische Politikwissenschaftlerin

## Zentrum für empirische Sozialforschung
Über das Zentrum für empirische Sozialforschung (ZeS) betreibt das ISW eine eigene Einrichtung gemeinnütziger und kommerzieller Sozialforschung, wodurch beispielsweise Drittmittel eingeworben werden. Kernelement ist das Telefonlabor mit 30 Arbeitsplätzen zur Durchführung telefonischer Umfragen. Zum Leistungsportfolio gehören ferner Online-Befragungen, Mixed-Mode-Experimente, Planung und Durchführung qualitativer Studien, Explorationsstudien, Narrative Interviews und Expertengespräche. Die Leitung obliegt dem Lehrstuhl für Empirische Sozialforschung.

## Institutsgebäude

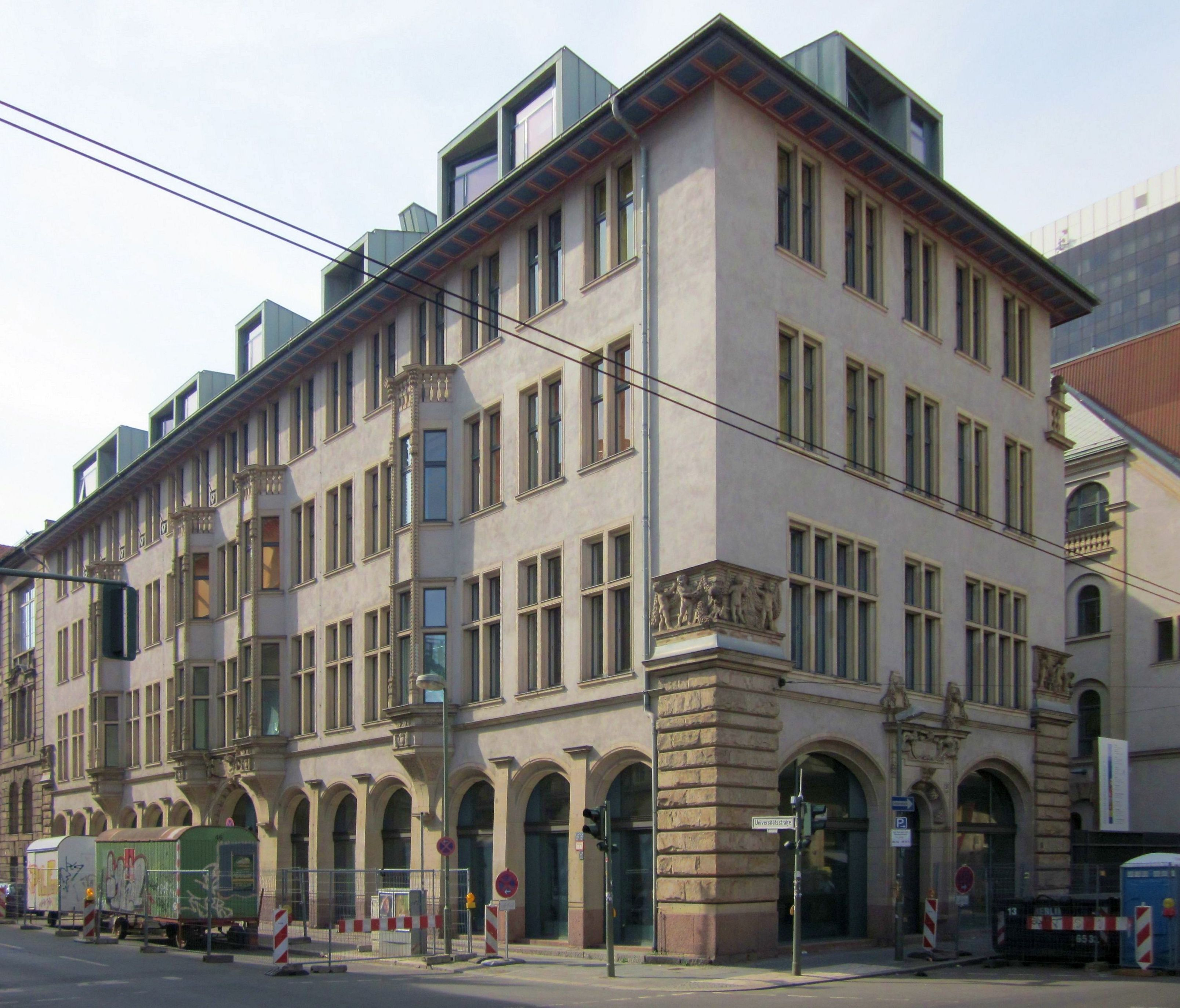
Gebäude in der Universitätsstraße

Seit 1993 befindet sich das ISW in der Universitätsstraße 3b. Das Gebäude wurde 1904 nach Plänen von Otto Richter erbaut. Es zeichnet sich durch eine Mischung aus Jugendstil, Barock und Renaissance aus. Die Fassade ist durch Sandsteinfiguren verziert. Es war eines der ersten Gebäude in Berlin, die ausschließlich gewerblich genutzt wurden. In den ersten Jahrzehnten nutzten wohlhabende Kaufleute das Gebäude zum Vertrieb ihrer Waren. Außerdem hatte hier die Redaktion des Rasensport, eine der ersten Fußball-Fachzeitschriften Deutschlands, ihren Sitz. Im Jahr 1936 ging das Haus an die Universität über. In der Gebäudemitte befindet sich ein Lichthof. Das historische Treppenhaus schlängelt sich um den alten Fahrstuhlschacht. In den 2000er Jahren wurde das Gebäude saniert und modernisiert. Ein neuer Fahrstuhl wurde installiert. Zwischenzeitlich befand sich in dem Haus auch die Zweigbibliothek Sozialwissenschaften. Nach Eröffnung des in unmittelbarer Nähe liegenden Jacob-und-Wilhelm-Grimm-Zentrums wurde die Zweigbibliothek in die Zentralbibliothek integriert und das Institutsgebäude in Teilen umgebaut. Das Erdgeschoss fällt durch seine großen Fensterfronten auf, die Außenstehenden den Blick in die Seminarräume gewähren. Für Lehrveranstaltungen werden außerdem das Hauptgebäude der HU und insbesondere das Gebäude in der Dorotheenstraße 26 genutzt.